# Ян Карський
Ян Карський, справжнє ім'я Ян Ромуальд Козелевський, псевдонім «Вітольд» (пол. Jan Karski; 24 червня 1914, Лодзь — 13 липня 2000, Вашингтон) — юрист, дипломат, історик, професор Джорджтаунського університету. Секретар директора управління кадрів Міністерства закордонних справ Польщі. Кур'єр і емісар уряду Польської підпільної держави у званні поручника, свідок Голокосту. За свою діяльність був нагороджений високими державними нагородами — польським Орденом Білого Орла і американською Медаллю Свободи. Удостоєний Яд Вашемом звання Праведника народів світу. Почесний громадянин держави Ізраїль. У 2016 році посмертно удостоєний звання бригадного генерала.

## Біографія

### Молодість

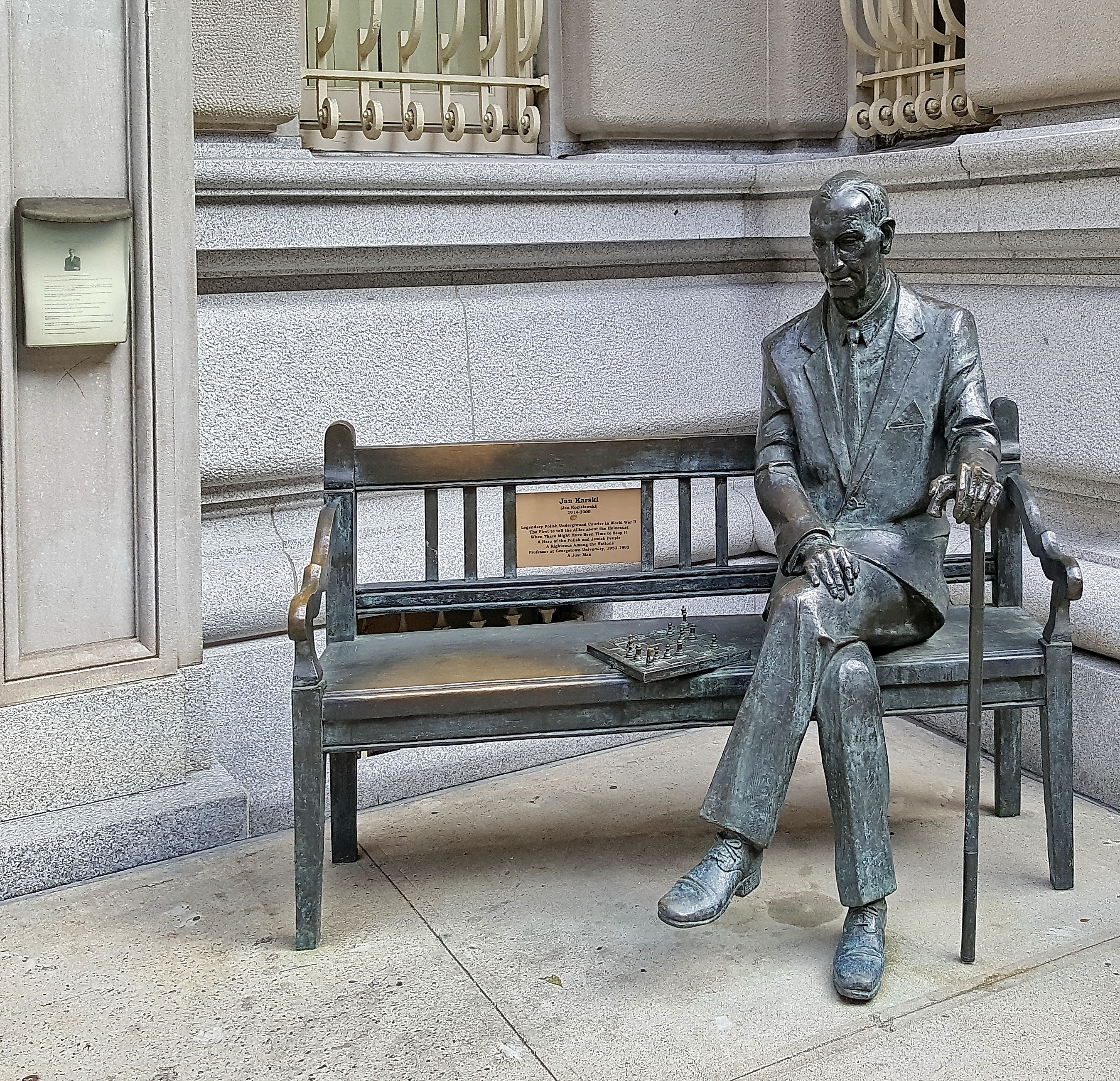
Пам'ятник Яну Карському в Нью-Йорку

Підростав в мультикультурному середовищі м. Лодзі. Сім'я Козелевських жила на вулиці Кіліньського 71, у будівлі в якій більшість мешканців була єврейського походження. Закінчив факультет права і дипломатії в Університеті Яна Казимира у Львові (1935), він був лідером в Підхорунжій школі кінної артилерії в Володимир-Волинському. Після проходження дипломатичної практики в січні 1939 року був прийнятий на роботу в Міністерство Закордонних Справ Польщі.

### Початок Другої Світової війни
Будучи офіцером 5-го Дивізіону Кінної Артилерії брав участь у вересневій кампанії. Після нападу СРСР на Польщу, потрапив у радянський полон, в табори Козельщини. Завдяки тому, що вдавав звичайного рядового, був  включений в обмін військовополонених між Німеччиною і СРСР. У листопаді 1939 року втік з німецького ешелону, прибув у Варшаву і зайнявся конспіративною діяльністю. З січня 1940 року співпрацює із польським рухом опору, зокрема бере участь в кур'єрських місіях для польського уряду в еміграції у Франції. У червні цього року потрапив до рук гестапо в Словаччині. В ході допитів, не бачачи шансів на порятунок, пробував покінчити життя самогубством. Під командуванням сержанта Збігнєва Рися був відбитий з лікарні у Новому Сончі. В помсту за цей напад 21 серпня 1941 року німці розстріляли 32 заручників. Я. Карський працював тоді в Бюро Пропаганди та Інформації Головного Командування АК і був активним учасником Фронту Відродження Польщі — організації, заснованої Софією Козак-Щукою, яка продовжувала діяльність довоєнної Католицької Акції.

### Звіт про Голокост
Ян Карський був кур'єром та політичним радником. У підпіллі він був відомий під псевдонімом «Вітольд». Використовував також і інші псевдоніми: «Пясецький», «Кваснєвський», «Знамєровський», «Крушевський», «Кухарський». З намови керівників єврейського підпілля двічі потрапляв до Варшавського гетто, а потім, у вигляді українського охоронця, входив на територію табору, з якого Німці транспортували Євреїв на смерть. Спочатку ідентифікував це місце як табір смерті Белжець — пізніше з'ясувалося, що він бачив транзитний табір в Ізбиці.
Свої звіти Козелевський (Карський) готував і редагував разом з братом Мар'яном Козелевським, довоєнним офіцером польської поліції і першим комендантом поліції у Варшаві, який під час окупації був начальником Державного Корпусу Безпеки в структурах Польської Підпільної Держави. Цей факт зафіксований у вступі до  звіту «персональні дані доповідача», в якому брат Маріан там під псевдонімом «Конрад». Цей звіт був створений на початку лютого 1940 року в Анже, складений з пам'яті кур'єра. Він був історично другим. Перший звіт був написаний братами в кінці грудня 1939 року і був переданий сербському дипломату Добросавові Адамовичові, аташе Посольства Югославії у Варшаві, який взяв його в Белград, і там передав польському депутату, а той — далі, в Париж, де в кінцевому підсумку звіт потрапив до прем'єр-міністра уряду ген. Владислава Сікорського. До недавнього часу цей звіт вважався втраченим. Але згодом був знайдений і впізнаний в фондах Інституту Сікорського Вальдемаром П'ясецьким, який обговорював звіт в журналі «Одра».
Третій — самостійно підготовлений Карським звіт був в остаточній версії розроблений на початку грудня 1942 року в Лондоні і переданий польському уряду. Цей звіт передав інформацію про структуру, організацію і функціонування Підпільного Держави в окупованій Польщі. В частині, що стосується євреїв, Ян Карський передав свої свідчення як очевидець ситуації у Варшавському гетто і транзитному таборі в Ізбиці. Уряд генерала Владислава Сікорського вирішив передати «Звіт Карського» з проханням про допомогу урядам Англії та США. Вважається, що на підставі документів, привезених Я. Карським у вигляді мікрофільмів підтверджених його свідченнями, тодішній міністр закордонних справ в уряді Польщі в Лондоні Едвард Рачинський 10 грудня 1942 року підготував і представив союзникам докладний звіт про Голокост. Це була найважливіша місія Яна Карського.
28 липня 1943 року Я. Карський був прийнятий Франкліном Делано Рузвельтом, президентом США. Польський посланець передав представникам вищих органів влади союзників просьбу єврейських лідерів про порятунок євреїв з Європи. Він запропонував союзним державам поставити ультиматум Німеччині, що якщо не припиняться вбивства євреїв — будуть бомбардовані німецькі міста. Іншим рішенням було би бомбардування залізничних ліній в табори смерті або надання зброї, грошей і паспортів партизанам і втікаючим від загибелі євреям.
Ян Карський, в Америці, зустрічався з багатьма видатними особистостями, такими як Фелікс Франкфуртер, Корделл Халл, Вільям Джозеф Донован, Самуїл Стрич чи Стівен Уайз. Представляв свою доповідь скрізь — політикам, єпископам, представникам засобів масової інформації та кіноіндустрії з Голлівуду, художникам. Він завчив її на пам'ять і  скоротив до 18 хвилин, щоб не «набридати» слухачам. Однак ніде не знайшов інтересу до трагедії єврейського народу. Багато людей, з якими він спілкувався, не вірили у його свідчення і вважали їх за пропаганду польського уряду у вигнанні. Те, що розповідав Карський, деякі його співрозмовники вважали неймовірним. Польський емісар був не єдиний. З'являлися й інші свідчення, в тому числі від самих євреїв. Після звільнення концтаборів домінуючою реакцією був шок.
У 1944 року за дорученням еміграційного уряду в Лондоні, після невдалої спроби зйомки фільму, присвяченого своїй місії, Ян Карський написав «Таємну державу» (Story of a Secret State). Книга вийшла в листопаді 1944 року в Бостоні і зробила фурор у США. Тільки після неї в Америці дізналися про боротьбу і страждання поляків, про роль підпільної держави, а також про загибель євреїв. Американська преса із захопленням зустріла книгу. «Таємна держава» швидко стала бестселером, а її обсяг продажів перевищив 400 тисяч примірників.
За свою діяльність Ян Карський був в 1941 і 1943 роках двічі нагороджений Орденом «Virtuti Militari».

### Післявоєнний період, США

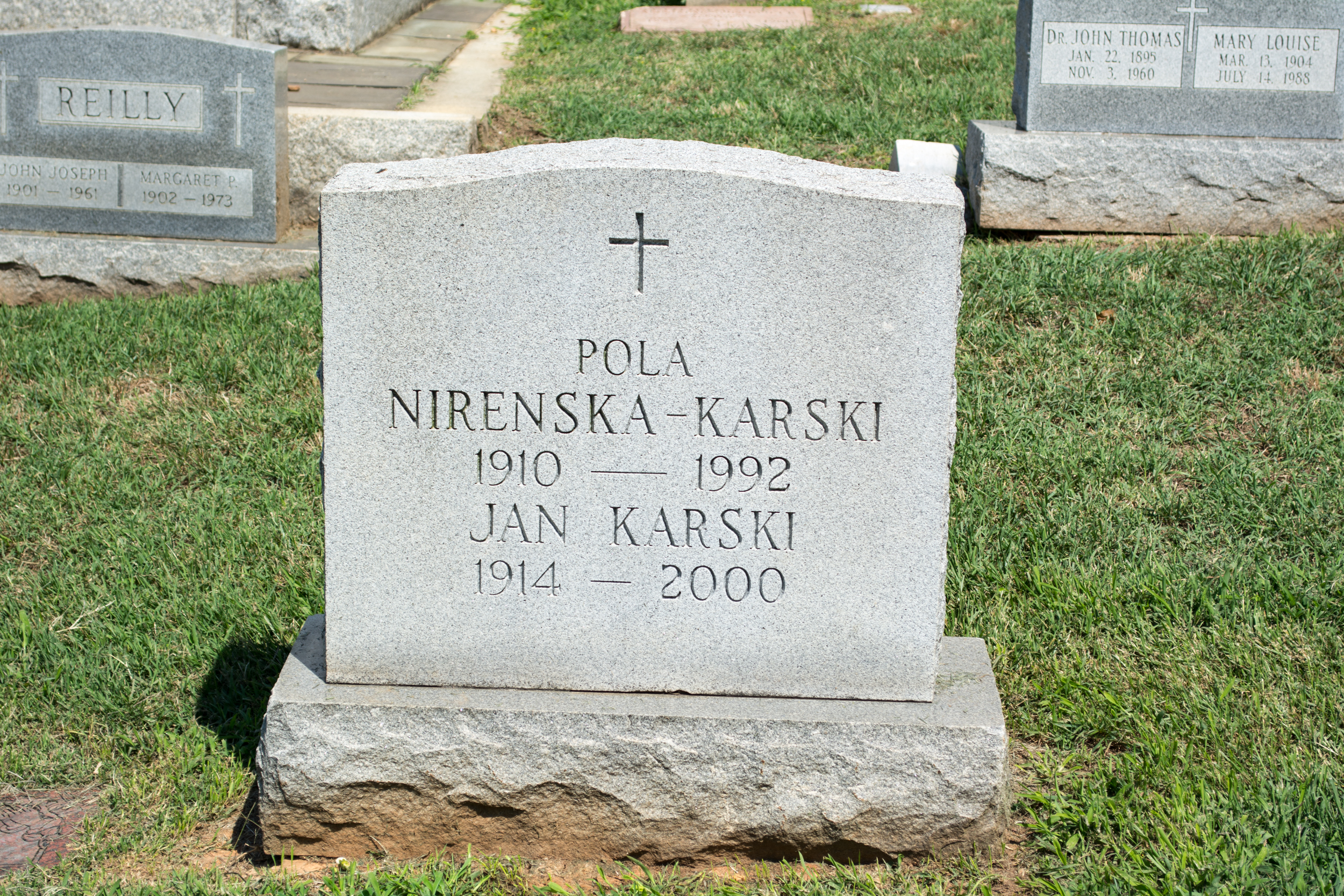
Надгробок Яна Карського і його дружини на цвинтарі Mount Olivet у Вашингтоні, округ Колумбія

Ян Карський після війни пов'язався з єзуїтським Університетом Джорджтауна у Вашингтоні, округ Колумбія. Отримав тут вчений ступінь доктора, згодом професора політичних наук, і протягом 40 років викладав міжнародні відносини і теорію комунізму. У 1970 році він написав фундаментальну монографію «The Great Powers and Poland, 1919—1945: From Versailles to Yalta» («Великі держави і Польща у 1919—1945: від Версалю до Ялти»), а в липні цього року він був нагороджений Хрестом Армії Крайової.  16 липня 1986 року Ян Карський був нагороджений президентом Польщі в екзилі Командорським Хрестом Ордена Відродження Польщі за багаторічну роботу та зусилля у поширенні правди про реалії в країні у часі боротьби народу проти німецького окупанта, і за захист доброго імені польського народу на міжнародній арені.
У 1965 році одружився з 54-річною танцівницею і хореографом, Полою Ніренською (1910—1992), польською єврейкою. Вони були одружені до її трагічної смерті в 1992. У них не було дітей. Брат Яна Карського, Маріан Козелевський (1897—1964), як і його дружина Поля Ніренська, вчинили самогубство. Подругою Яна Карського за останні 8 років його життя була модельєр Кая Мірецька-Плосс..
Участь у фільмі Shoah (1985) Клода Ланзмана «відкрила» для світової громадськості Яна Карського і його забуті подвиги в період війни. У 1982 році він отримав звання Праведника Народів Світу і посадив дерево на території Яд Вашему в Єрусалимі. Його прийняв президент Ізраїлю. У 1994 році він отримав почесне громадянство держави Ізраїль.

## Нагороди і відзнаки
8 травня 1995 року в 50-ту річницю капітуляції фашистської Німеччини Ян Карський отримав Орден Білого Орла. Вісім американських і польських університетів (зокрема, Варшавський Університет 18 червня 1991, Університет Марії Кюрі-Склодовської 28 червня 1995, і Лодзинський Університет 1996) надали йому титул доктора honoris causa. У 1996 році про нього був створений документальний фільм Вальдемара П'ясецького та Михайла Файбусевіча, Моя місія. Під час перебування у Польщі на початку лютого 1997 отримав Премію ім. брата Альберта за героїчне служіння Польщі. В 1998 році, в 50-ту річницю створення держави Ізраїль, отримав номінацію на Нобелівську Премію Миру.

Jan Karski помер 13 липня 2000 року у Вашингтоні, округ Колумбія і був похований на тамтешньому цвинтарі Mount Olivet (Оливної Гори), пліч-о-пліч дружини, Полі Ніренської. Під час траурних церемоній шану віддали йому президенти США і Польщі: Білл Клінтон і Олександр Кваснєвський.

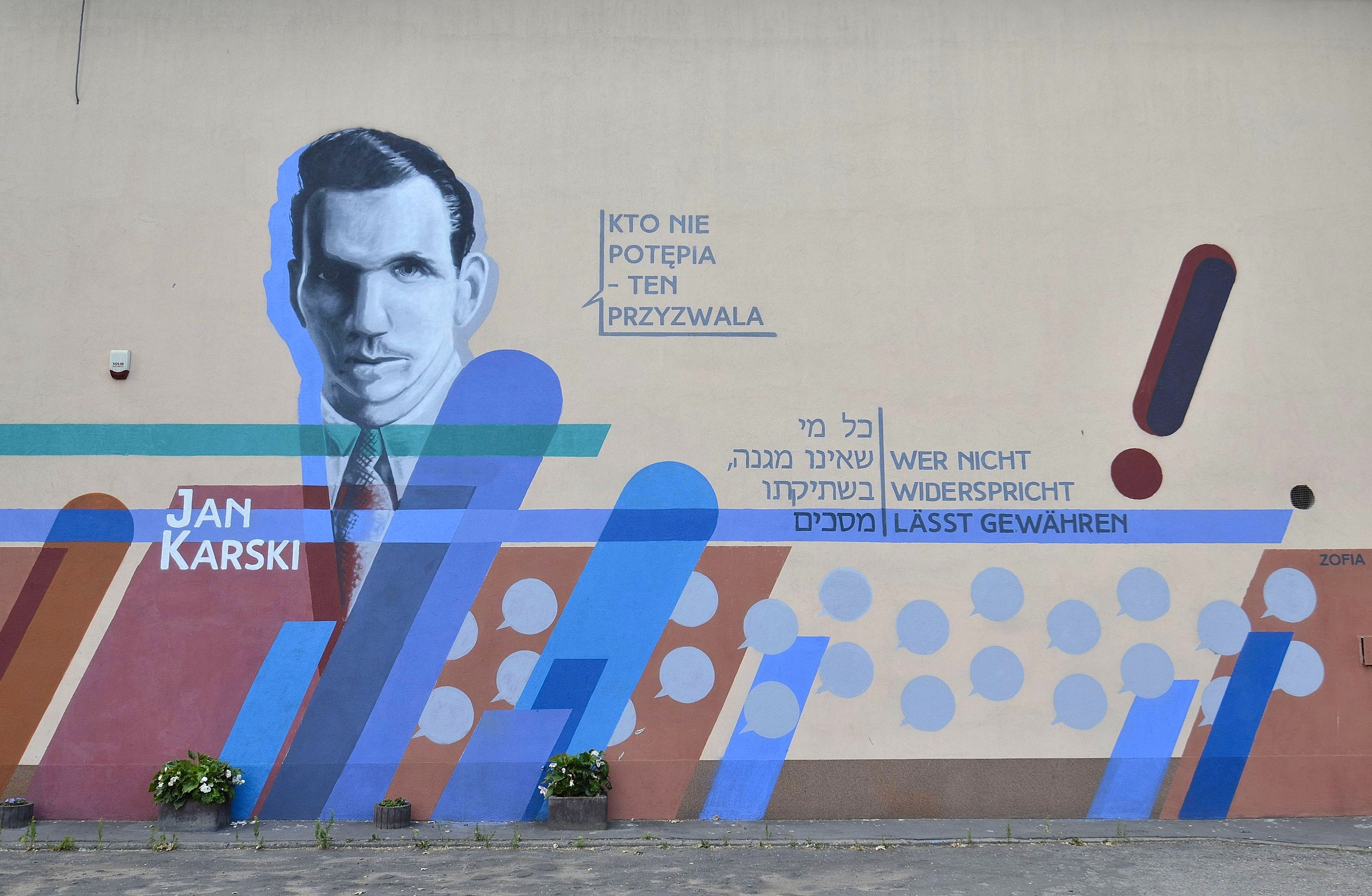
Мурал в пам'ять про Яна Карського в Варшаві